# Dejan Stefanović
Dejan Stefanović (cyr. Дејан Стефановић, ur. 28 października 1974 we Vranje) – serbski piłkarz grający na pozycji lewego lub środkowego obrońcy.

## Kariera klubowa
Stefanović wychował się w klubie Dinamo Vranje z jego rodzinnej miejscowości. W 1991 roku zadebiutował w jego barwach, ale już po pół roku przeniósł się do Belgradu, do zespołu Radnički Novi, dla którego zaliczył jeden występ i nieznacznie przyczynił się do awansu drużyny do pierwszej ligi. Na początku 1993 roku został piłkarzem Crvenej Zvezdy, jednak do końca sezonu tylko dwa razy pojawił się na boisku. Osiągnął jednak swój kolejny sukces, którym było zdobycie Pucharu Jugosławii. Powtórzył go w 1995 i 1996 roku. Dla Crvenej zvezdy przez 4 lata wystąpił 46 razy i zdobył 9 goli (wszystkie w sezonie 1994/1995).
Zimą 1996, jako 21-latek, Stefanović wyjechał do Anglii, gdzie został zawodnikiem Sheffield Wednesday. Kosztował 2 miliony funtów, a w Premiership zadebiutował 26 grudnia w przegranym 0:1 wyjazdowym spotkaniu z Nottingham Forest. W Sheffield od początku miał pewne miejsce w wyjściowym składzie, jednak nie osiągnął większych sukcesów poza 7. miejscem w 1997 roku.
Latem 1999 Dejan wrócił do Jugosławii, gdzie przez krótki czas grał w OFK Beograd. Jeszcze w tym samym sezonie wyjechał do włoskiej Perugii, w której zaliczył 2 spotkania, a na początku 2000 roku został graczem holenderskiego SBV Vitesse. Grał tam przez 4 lata, a jego klub na ogół plasował się w pierwszej szóstce.
W 2003 roku Stefanović podpisał kontrakt z Portsmouth F.C., w barwach którego swój pierwszy mecz zaliczył 16 sierpnia (wygrana 2:1 z Aston Villa). Za sezon 2004/2005, w którym „The Pompeys” zajęli 9. miejsce, został wybrany przez kibiców tego klubu Piłkarzem Roku. Po sezonie został mianowany kapitanem drużyny i był nim do 2007 roku. Wtedy też zmienił barwy klubowe i trafił do Fulham F.C. z Londynu. 18 lipca 2008 roku Dejan odszedł z Fulham, dla którego rozegrał tylko 13 meczów i podpisał dwuletni kontrakt z Norwich City, grającym w Football League Championship. Zadebiutował w nim 9 sierpnia w przegranym 2:0 meczu z Coventry City.
| Sezon   | Klub                     | Kraj       | Rozgrywki         | Mecze | Bramki |
| ------- | ------------------------ | ---------- | ----------------- | ----- | ------ |
| 1991/92 | Dinamo Vranje            | Jugosławia | 2. liga           | 13    | 1      |
| 1991/92 | Radnički Novi Belgrad    | Jugosławia | 2. liga           | 1     | 0      |
| 1992/93 | Radnički Novi Belgrad    | Jugosławia | Super liga Srbije | 5     | 0      |
| 1992/93 | FK Crvena zvezda Belgrad | Jugosławia | Super liga Srbije | 2     | 0      |
| 1993/94 | FK Crvena zvezda Belgrad | Jugosławia | Super liga Srbije | 14    | 0      |
| 1994/95 | FK Crvena zvezda Belgrad | Jugosławia | Super liga Srbije | 30    | 9      |
| 1995/96 | FK Crvena zvezda Belgrad | Jugosławia | Super liga Srbije | 15    | 1      |
| 1995/96 | Sheffield Wednesday      | Anglia     | Premiership       | 6     | 0      |
| 1996/97 | Sheffield Wednesday      | Anglia     | Premiership       | 29    | 2      |
| 1997/98 | Sheffield Wednesday      | Anglia     | Premiership       | 20    | 2      |
| 1998/99 | Sheffield Wednesday      | Anglia     | Premiership       | 11    | 0      |
| 1999/00 | OFK Beograd              | Jugosławia | Super liga Srbije | 6     | 0      |
| 1999/00 | AC Perugia               | Włochy     | Serie A           | 2     | 0      |
| 1999/00 | SBV Vitesse              | Holandia   | Eredivisie        | 14    | 0      |
| 2000/01 | SBV Vitesse              | Holandia   | Eredivisie        | 27    | 1      |
| 2001/02 | SBV Vitesse              | Holandia   | Eredivisie        | 25    | 3      |
| 2002/03 | SBV Vitesse              | Holandia   | Eredivisie        | 28    | 0      |
| 2003/04 | Portsmouth F.C.          | Anglia     | Premiership       | 30    | 3      |
| 2004/05 | Portsmouth F.C.          | Anglia     | Premiership       | 32    | 0      |
| 2005/06 | Portsmouth F.C.          | Anglia     | Premiership       | 28    | 0      |
| 2006/07 | Portsmouth F.C.          | Anglia     | Premiership       | 20    | 0      |
| 2007/08 | Fulham F.C.              | Anglia     | Premiership       | 13    | 0      |
| 2008/09 | Norwich City             | Anglia     | Championship      |       |        |

## Kariera reprezentacyjna
W reprezentacji Jugosławii Stefanović zadebiutował 31 stycznia 1995 roku w wygranym 3:1 towarzyskim spotkaniu z Hongkongiem. W reprezentacji występował do 2004 roku i zaliczył 20 spotkań, ale nie wystąpił w żadnym z turniejów o mistrzostwo świata i mistrzostwo Europy.